# Georges Mouyémé
Georges Mouyémé Elong est un footballeur camerounais né le 15 avril 1971 à Douala (Cameroun). 
Ce joueur évolue comme attaquant, notamment à Troyes et Angers. International camerounais, il participe à la Coupe du monde 1994 puis à la CAN 1996.
Son demi-frère, Benjamin Massing, était également footballeur.

## Biographie
Georges Mouyémé dispute un total de 56 matchs en Division 2 avec le club d'Angers, inscrivant 14 buts dans ce championnat.
Il participe à la Coupe du monde 1994 avec le Cameroun, disputant un match face à la Suède.

## Carrière de joueur
- 1990-1991 :  FC Saint-Lô
- 1992-1994 :  A Troyes AC
- 1994-1997 :  SCO Angers
- 1997-1999 :  FC Hombourg
- 1999-2001 :  Eintracht Trèves
- 2002-2003 :  Hania Kritis
- 2003-2004 :  Paris FC

## Palmarès
- International camerounais
- Participation à la Coupe du monde 1994

## Source
- Marc Barreaud, Dictionnaire des footballeurs étrangers du championnat professionnel français (1932-1997), Éditions l'Harmattan, 2001. cf. notice du joueur page 124.